# Crocidura tarfayensis
Crocidura tarfayensis  es una especie de musaraña (mamífero placentario de la familia Soricidae).

## Distribución geográfica
Se encuentra en Mauritania, Marruecos y en el Sáhara Occidental.

## Estado de conservación
Sus principales amenazas son el cambio climático, el sobrepastorado del ganado doméstico y las actividades mineras.